# Gomez et Dubois
Gomez et Dubois était un groupe humoristique éphémère de hip-hop français. Formé en 2003 et parodiant l'univers policier, le groupe se compose des rappeurs Faf Larage et Eben. Ils publient l'album Flics et hors la loi en 2003, qui se classe à la 24e place des classements français.

## Biographie
Gomez et Dubois est à l'origine du film Gomez et Tavarès, qui devait être initialement réalisé par Luc Besson. « Masta et Tefa m’ont mis devant un gros dilemme. Soit on continuait en créant un posse Mission Suicide avec Diam’s, Sniper, Bakar et d’autres, soit on faisait l’album de Gomez et Tavarès. [...] Mais finalement, j’ai choisi de faire Gomez et Tavarès. On a proposé l’idée à Dadoo et il a refusé. C’est à ce moment-là qu’on est allés voir Disiz. Il était chaud, mais était sur son album, donc ça n’a pas pu se faire. Après, on m’a suggéré Faf La Rage, on s’est rencontrés et on s’est super bien entendus. On est parti sur Gomez et Dubois », explique Eben.[pas clair]
Gomez et Dubois publient l'album Flics et hors la loi en 2003. L'album se classe à la 24e place des classements français, et est nommé aux Victoires de la musique 2004.
Après le single Ronde de nuit de Gomez et Dubois, le chanteur Amine connait son premier grand succès l’année suivante, en 2004, avec Sobri, en duo avec Leslie.

## Discographie

### Albums studio
| Titre                | Détails de l'album                                                      | Meilleure position |
| Titre                | Détails de l'album                                                      | FRA                |
| -------------------- | ----------------------------------------------------------------------- | ------------------ |
| Flics et hors la loi | - Sortie : 18 mars 2003 - Label : RCA, Arista - Format : CD, Vinyle, LP | 24                 |

### Singles
| Titre                           | Année | Meilleure position | Meilleure position | Meilleure position | Album                |
| Titre                           | Année | BE-W               | FRA                | SUI                | Album                |
| ------------------------------- | ----- | ------------------ | ------------------ | ------------------ | -------------------- |
| Hôtel commissariat              | 2003  | 23                 | 10                 | 32                 | Flics et hors la loi |
| Ronde de nuit (featuring Amine) | 2003  | —                  | 8                  | —                  | Flics et hors la loi |